# Безьяк, Звонко
Звонко Безьяк (сербохорв. Zvonko Bezjak / Звонко Безјак; 29 июня 1935, Вараждин — 21 июля 2022), также известный как Антун Петар Безьяк (сербохорв. Antun Petar Bezjak) — югославский хорватский легкоатлет, специалист по метанию молота. Выступал за сборную Югославии по лёгкой атлетике в конце 1950-х — начале 1960-х годов, чемпион Средиземноморских игр, обладатель серебряных медалей Всемирного фестиваля молодёжи и студентов, Всемирных университетских игр, победитель и призёр первенств национального значения, участник летних Олимпийских игр в Риме.

## Биография
Звонко Безьяк родился 29 июня 1935 года в Вараждине, Королевство Югославия.
В молодости пробовал себя в фехтовании и борьбе, но в конечном счёте сделал выбор в пользу лёгкой атлетики. В 1953 году выиграл юниорское первенство Югославии в пятиборье, показал себя с хорошей стороны не только в метаниях, но ещё и в беге на 100 и 200 метров. На следующий год переехал на постоянное жительство в Загреб, представлял загребское «Динамо».
В 1956 году впервые победил на чемпионате Югославии в метании молота. Впоследствии ещё три раза становился чемпионом, деля лидерство с главным своим конкурентом Крешимиром Рачичем.
Впервые заявил о себе на международном уровне в сезоне 1957 года, когда вошёл в состав югославской национальной сборной и выступил на VI Всемирном фестивале молодёжи и студентов в Москве, где в зачёте метания молота выиграл серебряную медаль, уступив только советскому метателю Михаилу Кривоносову. Будучи студентом, представлял Югославию и на Всемирных университетских играх в Париже — здесь так же получил серебро, став вторым позади другого представителя СССР Анатолия Самоцветова.
В 1958 году с результатом 62,39 занял пятое место на чемпионате Европы в Стокгольме.
В 1959 году был четвёртым на Универсиаде в Турине.
В августе 1960 года на соревнованиях в Загребе установил свой личный рекорд в метании молота — 65,38 метра. Благодаря череде удачных выступлений удостоился права защищать честь страны на летних Олимпийских играх в Риме — в финале показал результат 64,21 метра, расположившись в итоговом протоколе соревнований на шестой строке.
На домашнем чемпионате Европы 1962 года в Белграде с результатом 59,79 в финал не вышел.
В 1963 году одержал победу на Средиземноморских играх в Неаполе (63,59).
Завершив спортивную карьеру в 1965 году, затем в течение многих лет работал в кейтеринговой компании Ključice в Нови-Марофе.
Его сын Златко Безьяк становился чемпионом Югославии в метании копья и в десятиборье.